# ウマル・ハイヤーム

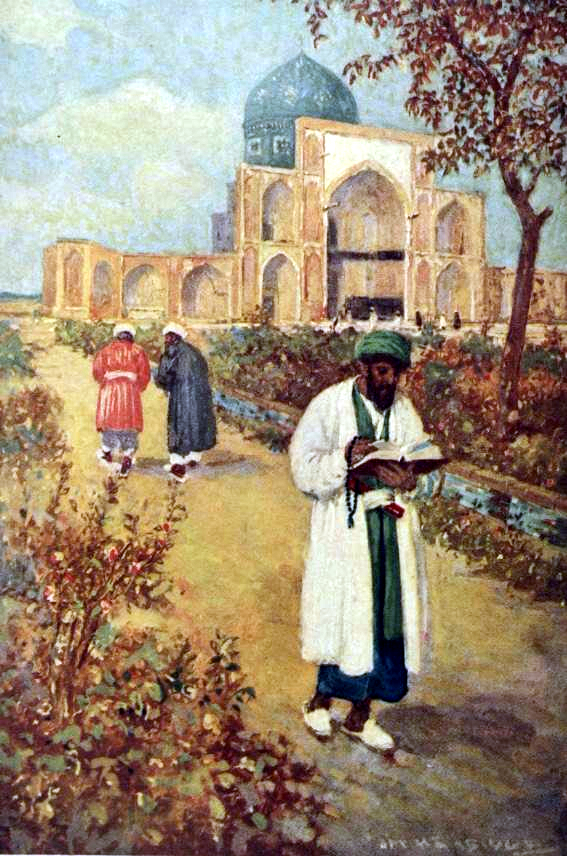
ウマル・ハイヤームの墓にて（ジェイ・ハンブリッジ画）

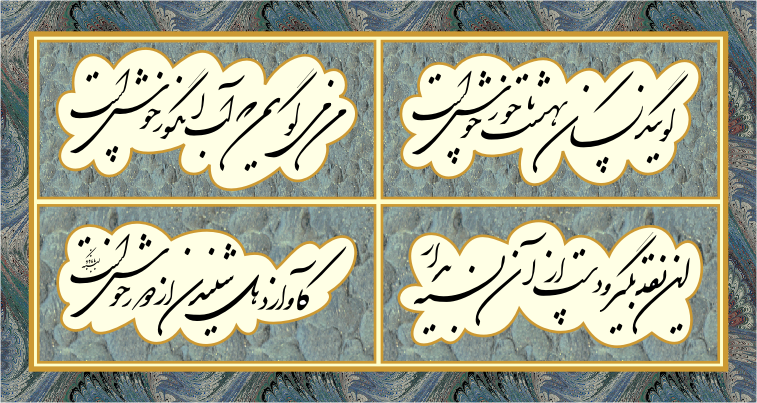
ルバイヤートの詩の刻板

ウマル・ハイヤーム （ペルシア語: عمر خیام, Omar Khayyám、アラビア語：عمر الخيام, ʿUmar al-Khayyām, ウマル・アル＝ハイヤーム、1048年5月18日 - 1131年12月4日）は、セルジューク朝期ペルシアの学者・詩人。ニーシャープール（現イラン・ラザヴィー・ホラーサーン州ネイシャーブール）出身。イラン・イスラーム文化の代表者。ウマルの名を現代ペルシア語風に読んでオマル・ハイヤームともいう。全名アブー・ハフス・ウマル・イブン・イブラーヒーム・ハイヤーミー・ニーシャーブーリー。「ハイヤーム」は「天幕造り」の意味であり、ハイヤームの父親の職業が天幕造りであったことから、このように呼ばれている。
数学・天文学に通じた学者としてセルジューク朝のスルターンであるマリク・シャーに招聘され、メルヴの天文台で暦法改正にたずさわり、現在のイラン暦の元となるジャラーリー暦を作成した。33年に8回の閏年を置くもので、グレゴリウス暦よりも正確なものであった。
また無常観が言葉の端々に表れるペルシア語によるルバーイイ（四行詩）を多数うたい、詩人としても高い評価を得ていた。
科学的業績で母国では当時から有名であったが、主に英語圏の読者には、イギリスの作家エドワード・フィッツジェラルドによる『オマール・ハイヤームのルバーイヤット』（1859年）に収録された彼の四行詩の翻訳を通じて知られた。
彼のルバーイイを集めた作品集は『ルバイヤート』として、故地イランのみならず、各国で翻訳され出版されている。

## ハイヤームと二人の学友
ハイヤームはニーシャープールの職人の一家出身だと考えられている。幼少期をバルフの町で過ごし、その地で学び、また当時にあってもっとも著名な学匠の一人であったシャイフ・ムハンマド・マンスーリーから個人的な指導を受けた。青年時代には、ホラーサーン地域におけるもっとも偉大な師の一人と見なされていたニーシャープールのイマーム・ムワッファクのもとで研究に勤しんだ。
（伝承では）イマーム・ムワッファクの許で、同じ頃、二人の優れた学生がまた研究を始めていたのであり、そのうちの一人は、後にセルジューク朝の二人の君主にワズィール（宰相）として仕えたニザーム・アル＝ムルクであり、いま一人は暗殺教団（ニザール派）の指導者となり隠然たる勢力を築いたハサニ・サッバーフであるという。
卓越した指導者のもとで学んだ者は、誰であっても栄誉と幸運を得ると、当時広く信じられていた。ハイヤームを初めとする三人の学生は友人となり、彼らのうちの誰か一人が幸運に与ることができたならば、互いに幸運を等しく分け合うことを誓約した。ニザーム・アル＝ムルクがワズィールとなってのち、ハサニ・サッバーフとウマル・ハイヤームはそれぞれニザーム・アル＝ムルクを訪ね、幸運の分け前を求めた。
ハサニ・サッバーフは、帝国の高官の地位を求め、ニザームはハサニの希望を叶えた。しかしハサニの野心は大きく、恩人であるはずのワズィールを失脚させようとして失敗した試みに加担した結果、権力を失った。はるか後年になって、ハサニは暗殺教団の長となって権力を握った。
ウマル・ハイヤームは誓約の履行において、遙かに控えめであり、高官の地位を求めることなく、生活し、科学を研究し、祈ることのできる場所を求めた。ウマルは、ニーシャープールの財務庫より1200ミスカルの黄金を年金として毎年受け取る権利を得た。
（以上の、ウマルを含む三人の人物の逸話は有名であるが、あくまで伝承であり、史実としては確認されていない。ウマルとニザームの生年が30年ほど離れており親子以上の年齢差があることからも、この逸話の信憑性は疑わしい。）

## 生涯
西暦1048年頃ペルシアホラーサーン州の都城ニーシャプールの近くで生まれ、1131年（一説には1123年）に生涯を閉じた。
本名をオマル・イブン・ニーシャープーリーという。数学、天文学、医学、語学、歴史、哲学などを究めた学者であり、ペルシアを代表する大詩人の一人でもある。学問に秀で詩的才能に恵まれた稀有な人物である。
今日のトルコマーン族の祖先が現在イランの領域を征服して建国したセルジューク朝の新都メルヴへ、スルタン・マリク・シャー建設の天文台に８人の学者の主席として聘され、他7人の学者とともに暦法の改正に携わり、イラン暦の一種であるジャラーリー暦を制定した。結局採用まで至らなかったが、ジャラーリー暦は33年に8回の閏年を置くもので、グレゴリウス暦よりも正確なものであったという。
また、ハイヤームは生涯にわたり、数学、天文学に関する優れた書を多数執筆した。なかでも、『代数学問題の解法研究』、『ユークリッドの「エレメント」の難点に関する論文』は、今日でも広く流布している。その他自然科学一般はもちろん、医学にも通じていたと言われ、万能の人であったことがうかがわれる。
ハイヤームは、唯物主義的な傾向を見せた思想家として、イスラーム哲学史上有名な人物の一人であった。イブン・スィーナーによって体系化されたイスラーム哲学のもたらした科学的合理精神は、このトルコ族の支配下で衰退し、イスラーム・ルネッサンスと称された哲学的精神の知的躍動は潰え去る。セルジューク朝の正統的信仰信条となったアシュアリー派神学では、絶対的な神の前で、人間の側からする知的営為は一切認められず、その教義の中心には、神が予め下した天命が、ただ刻々と実現するに過ぎぬ、という予定論的な世界観があった。そこでは、現世の一切の事象は、すべての事物を無から創造した神が予め定めた「神の慣習」に従って運行する、とされた。唯一なる神への信仰と神の公正による被造物の救済を唱えたイスラーム聖法（シャリーア）は、トルコ族の政治的要請のもとで、人間の自由意志を拘束し、知的営為に向かう人間を窒息させる手段でしかなくなる。ハイヤームは、疑いようのない必然存在としての神を定立し、世界生成の階層的構造を新プラトン派哲学に依拠しながら体系化したイブン・スィーナーの死とほぼ同時期に生まれた。ハイヤームは、不運にも、知的閉塞が余儀無くされた時代に、イブン・スィーナーの知的遺産の最良の後継者として生きた高度な知識人であった。また、ハイヤームの生きた時代には、アシュアリー派神学の大学者、ムハンマド・ガザーリーがギリシャ哲学批判を展開し、イスラーム世界における哲学的伝統に終焉を告げるいっぽうで、イスラーム神秘主義が正統教義に組み込まれた時代でもあった。ガザーリーは、かつて、神秘哲学的傾向を顕著に示すイブン・スィーナーの晩年の大著『指示と勧告』に関する講義をハイヤームから受けたとされる人物である。

## ハイヤームのルバイヤートについて

### ルバイヤートとは
「ルバイヤート」とは、「四行詩」を意味するペルシア語「ルバーイー」の複数形である。9世紀半ば以降のペルシア文学の中でペルシア詩最古の独自の詩形とされる。
ルバーイーは、長短の母音の配列に基づくアラビア語韻律を土台とするペルシア詩の伝統的な韻律学では、「ハザジ」体の一部として説明されている。ルバーイー韻律自体はアラブ詩には存在しない。詩形としてのルバーイーでは、四つある半句の、第一句、第二句、第四句は必ず脚韻をするが、四句すべてが脚韻するものもある。対句（半句二つで一つの対句を形成する）が二つのまとまりで詠まれるドベイティー（二行詩）もあるが、通常、四行詩とは韻律上区別される。ルバーイー韻律の半句四つで、一つのまとまった詩的世界を生み出すように詠まれた詩形が四行詩（ルバーイー）で、この四行詩が集められたものが四行詩集（ルバイヤート）である。
13世紀のペルシア詩韻律の研究書『ペルシア詩の韻律総論』は、ペルシア詩人ルーダキーによるルバーイー詩形の発見の経緯を伝えるとともに、ルバーイーという詩形が、民謡としての要素が強い点も指摘している。近年での研究は、西暦800年代、このルーダキーより少し前、スーフィーたちが、音楽や詩を用いた集会「サマーウ」でルバーイーを好んだとし、路地や市場で詠まれる民謡、あるいは「詠み人しらず」の詩として紹介していたという事実を報告している。
ルバーイーは、古典定型詩の中でも、とりわけ、その短く簡潔な形態ゆえに、瞬間的に転換する詩人の心の動きをそのまま詠いやすい詩形である。詩の形式上の取り決めに対して、詩の想念が優先する詩形ともいえる。詩的な経験は瞬時にルバーイーとなって詠われたのである。ルバーイーの集大成であるルバイヤートの芸術性は、ハイヤームの『ルバイヤート』によって最高度に高められたと言えるだろう。

### ハイヤームのルバイヤート
ハイヤームは、宗教的偏見との軋轢を避け、『ルバイヤート』が出回らないように配慮した形跡があり、1200年代の文献には、ハイヤームの名前を冠して記録されたルバーイーは一つとして残されていない。1200年代になり、ようやく少数のルバーイーがハイヤームという名前とともに現れる。
現在においても真偽の定まらぬ「ハイヤーム作のルバイヤート」の中で、真作とされる最古のものは13世紀初頭の神学者ラーズィーの『クルアーン』注釈書の中の一首と、神秘主義者ナジュムッディーン・ラーズィーの著作『下僕たちを導く者』に登場する二首とされる。ほぼ間違いなくハイヤーム作とされるこうしたルバーイーには、「誰も本当のことは語らぬ、どこから来てどこに去るかを」、あるいは「何人も創造主の意図は分からぬ」という神による創造への懐疑が如実に現れているが、その主調低音には、隠された世界から現れる、この存在という意味自体を知ることは誰にもできない。
1092年には、マリク・シャーばかりか、大宰相ニザーム・アル・ムルクの暗殺により、自身の大きな後ろ盾を失い、自らの内的な世界に閉じこもる。無数の抑圧と悲しみを感じ取り、一瞬の解放と忘却を求め、「ワイン」と「美女」を賛仰し、古代イランの栄光に思いを馳せる。しかしながら、哲学的営為の果てに彼がたどり着いた地点が、人間の理解には限界がある、という根本的な懐疑の世界であった可能性がある。哲学的思惟の限界と宗教的抑圧への深い絶望のなかで、「すべては、つかの間の、はかない、危ういものでしかない」という表現が生まれたとすれば、結果として、『ルバイヤート』の映し出す表現世界が、真なる実在である神以外の事物は、すべて陽炎のものでしかない、と説く神秘家たちの表現世界と重なり得るであろう。
ハイヤームが優れた科学者であり、合理精神の体現者でありながら、自らの信条の本質を吐露したと思われる『ルバイヤート』に、神という実在を前にして自我を滅却し去る神秘主義詩の痕跡を少なからず読み取ることができるのは、ルバーイーという詩形が詩的経験の一瞬の閃きを表現するに優れた刑式であるという事実にも密接に関わっている。神以外のうつろな世界から、真なる絶対的な実在である神のみが存在する世界に没入することを目指す神秘主義者は、その修養の過程で、人間の心の動きのなるままに神を見る段階に達するとされる。個々の神秘家の心象のままに、神が神秘家の前に表出する体験を表現するのに、ルバーイーは特に適した詩形でもあった。神の無条件的存在を否定するかにみえるハイヤームを激しく批判しているアッタールのルバーイー作品の古写本をみると、そこに、ハイヤームの優れた四行詩としてしられている詩が数点見出される、という研究者の報告がある。刻々と変化する自らの神秘的境地をルバーイーで表現したアッタールと、閉塞的な宗教風土での哲学的思惟を感じたハイヤームとの接点はルバーイーという詩形を通じて醇乎たる詩念をそのまま芸術へと高める能力にあったといえる。

## 数学における業績
ウマル・ハイヤームは、存命中は数学者としても著名であった。特に、三次方程式の正の解の分類は、非常に有名である。二次方程式の正の解の分類は、アラビアの代数学の出発点である、アルフワーリズミーの代数書でなされているが、それを三次方程式に拡張したのが、彼の仕事であって、放物線と円のあいだの交点によって三次方程式の解をあらわした。
なお、古代ギリシャにおいても、現代的に表現すれば三次方程式に×問題の解を放物線と円の交点で表現することは、メナイクモス（紀元前380年－320年）などによってすでになされている。しかし、当時は問題を三次方程式の解としては把握していなかった。いわんや、解の個数の分類の問題が意識されることも、なかった。
更にハイヤームは、二項展開を発見し、エウクレイデスの平行線の理論に対する批判書を著し、これは欧州に伝わり、結果的に非ユークリッド幾何学の発展に寄与した。

## 天文学での業績
ウマル・ハイヤームは天文学者としても著名であった。1073年にセルジューク朝のスルタンであったマリク・シャーは、当時の様々な優れた科学者たちと共に、天文台を建造して研究するためハイヤームを招聘した。その結果、ウマルは非常な精度で一年の長さを計測し、365.24219858156 日という数字を出したが、この値は小数点六位まで正しかった。ウマル・ハイヤームが計算したジャラーリー暦は、5000年ごとに僅か1日の誤差しかないものであり、これに対し、今日使用されているグレゴリウス暦は、3330年ごとに1日の誤差を持つ暦法である。
ハイヤームはまた、当時のペルシア暦をどのように改正するかの計算を行った。1079年3月15日に、マリク・シャーはハイヤームが改正した暦法を施行させた。暦法の改正は、欧州においては、ソシゲネスの修正に基づきユリウス・カイサルが紀元前46年に暦法を改正しており（ユリウス暦）、更にローマ教皇グレゴリウス13世が、アロイシウス・リリウスの修正暦に基づき、1552年2月に改正した暦（グレゴリウス暦）と並ぶ業績であった（グレゴリウス暦は、しかし、グレート・ブリテンにおいては、1751年に至るまでユリウス暦から切り替えられることなく、またロシアにおいては、1918年に至るまで切り替えが行われなかった）。
ウマル・ハイヤームは、ペルシア人やイスラム世界にあって、天文観測の業績で有名であった。彼は天空の星野図を作成したが、今日それは失われている。

## ウマル・ハイヤームとイスラム教
ウマル・ハイヤームの哲学は、公的なイスラム教の教義とはかなりに異なるものであった。ウマルが神の存在を信じていたのかどうか明確でないが、しかし彼は、すべての個別の出来事や現象が神的な介在の結果であるという見解には異議を唱えていた。また、最後の審判の日や、死後の報償や懲罰なども信じていなかった。ウマルはむしろ、自然の法則が、生命について観察されるすべての現象を説明するという見解を支持していた。イスラムの宗務当局は、イスラム教に関する彼の異説についての説明を幾たびもウマルに求めた。最終的にウマルは、当局からの追及が激しくなり建前上正統的なイスラーム教徒（ムスリム）を装わざるを得なくなり、マッカへのハッジ(巡礼)を行った。

## 著書
- オマル・ハイヤーム 『ルバイヤート』 - ※訳書は多数（リンク先参照）

『ユークリッドの難点に関する議論』